# 地质聚合物
地质聚合物（Geopolymer）属于高分子科学、化学、地质学和工程技术领域。一般来说，聚合物可以指有机材料，即碳基聚合物，也可以指无机聚合物，例如硅基聚合物。有机聚合物包括天然聚合物（橡胶、纤维素）、合成有机聚合物（纺织纤维、塑料、薄膜、弹性体等）和天然生物聚合物（生物、医药、制药）。合成硅基聚合物所用的原料主要是造岩矿物，因此得名地质聚合物。20世纪50年代，苏联基辅的Viktor Glukovsky最先开发了以“土硅酸盐混凝土（soil silicate concretes）”和“土水泥（soil cements）”命名的混凝土材料。但是，自从Joseph Davidovits在1978年创造了Geopolymer，这个概念以来，“地质聚合物”的术语和定义变得更加多样化，并且常常相互冲突。 
地质聚合物可以被定义为两大类 : 
- 纯无机及含有机物的地质聚合物；
- 天然存在的大分子合成地质聚合物的类似物。

地质聚合物本质上是由矿物化合物或由重复单元组成的化合物的混合物，例如氧化硅（-Si-O-Si-O-）、铝硅酸盐（-Si-O-Al-O-）、铝铁硅酸盐（-Fe-O-Si-O-Al-O-）或铝磷酸盐（-Al-O-P-O-）等 。
两种主要的地质聚合物合成路线:
- 碱性合成路线: Na+, K+, Li+, Ca2+, Cs+ 等；
- 酸性合成路线: 磷酸以及来源于植物抽提物的有机羧酸 （乙酸、柠檬酸、草酸和腐殖质酸）。

其中，碱性合成路线在研发和商业应用方面最为重要。

## 地质聚合物的机理
最为广泛接受的的是法国J.Davidovits提出的解聚和缩聚的理论。他认为地聚物材料的凝结硬化过程就是原材料中硅氧键和铝氧键在碱性催化剂作用下断裂后再重组的反应过程。
J.Davidovits在研究中假设铝硅酸盐地聚合过程是通过一些假设基团逐步发生缩聚过程，这些假设的组成单元进一步缩聚形成三维大分子结构。他将这些低相对分子质量单元（单体、二聚体、三聚体等）称为低聚物。低聚硅铝酸盐指的是单体正硅铝酸盐、二聚体二硅铝酸盐等；类似的，也有低聚硅铝酸盐—硅氧体和低聚硅铝酸盐—二硅氧体。
- 地质聚合物的微观结构基本上取决于温度：地质聚合物在室温下为无定形物质，但在高于500°C的温度下，地质聚合物演变成晶体基质[7]。

- J.Davidovits提出地聚合物的反应可以如下表述：

（1）铝硅酸盐原料在碱性溶液( NaOH, KOH) 中的溶解；
（2）溶解的铝硅配合物由固体颗粒表面向颗粒间隙的扩散；
（3）凝胶相M {一(SiO2)z—AlO2}n·wH2O的形成, 导致在碱硅酸盐溶液和铝硅配合物之间发生聚合作用；
（4）凝胶相逐渐排除剩余的水分, 固结硬化成矿物聚合材料块体。
对于不同原料成分、不同用途的地聚合物材料，其具体反应机理不完全相同，但骨干反应为上述过程。

## 地质聚合物的应用
地质聚合物存在着多种潜在和现有的应用，其中一部分应用已经实现工业化和商业化。其应用主要可以分为3大类，详细内容请参阅地质聚合物研究所（Geopolymer Institute）提供的不完整列表 :

### 地质聚合物基胶黏剂
- 环保型耐火材料、保温材料（无机泡沫）；
- 涂料、粘合剂和灌浆。

### 地质聚合物基水泥和混凝土
- 低成本建筑材料（砖头）
- 环保低能耗[瓷砖]]，[耐火材料]]等。
- 低CO2 排放的环保水泥和混凝土；
- 放射性和有毒有害废物的封装材料；

### 艺术和考古学领域
- 装饰石饰品和艺术品；
- 文化遗产、考古学和科学史：埃及金字塔上的石头，罗马石。